# Disenå
Disenå is een plaats in de Noorse gemeente Sør-Odal, fylke Innlandet. Disenå telt 291 inwoners (2007) en heeft een oppervlakte van 0,61 km².

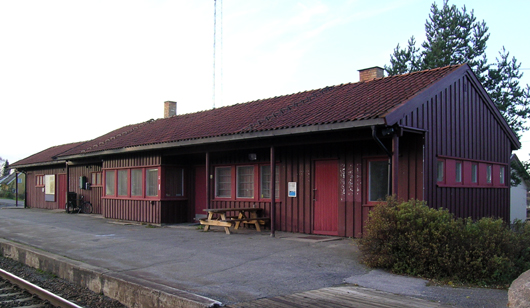
Treinstation